# 뉴멕시코 광산공과대학교
뉴멕시코 광산공과대학교(New Mexico Institute of Mining and Technology)은 미국 뉴멕시코주 소코로(Socorro)에 있는 공립 공과 대학이다. 약칭으로 뉴멕시코택(New Mexico Tech)이라고도 부른다. 뉴멕시코택은 1889년에 세워졌다. 본교 캠퍼스의 면적은 320 에이커(1.3km2)가 되며 150명의 교수진이 있고 30개 전공 분야의 학사, 석사, 박사 과정이 있다. 학생수는 1,344명이으로, 교수대 학생비가 11:1 정도가 된다. 미국 내의 작은 대학 중에서 25개의 우수한 대학에 들어가며 그중에서 19번째 우수한 학교로 뽑혔다. 학교가 있는 소코로(Socorro)는 인구 9,051명(2010년)의 작은 도시이며 뉴멕시코주에서 가장 큰 도시인 알버커키에서 남쪽으로 75마일(121km) 떨어진 곳에 있다.

## 대학구성
뉴멕시코 광산공과대학은 아래와 같이 여러 학과를 포함하고 있다.
| - 화학과(Chemistry Department) - 화학공학과(Chemical Engineering Department) - 생물학과(Biology Department) - 토목공학과(Civil Engineering Department) - 경영학과(Management Department) - 재료공학과(Materials Engineering Department) - 수학과(Mathematics Department) - 광물학과(Mineral Engineering Department) |  | - 컴퓨터과학과(Computer Science Department) - 지구환경공학과(Earth and Environmental Science Department) - 교육학과(Education Department) - 전기공학과(Electrical Engineering Department) - 환경공학과(Environmental Engineering Department) - 기계공학과(Mechanical Engineering Department) - 석유공학(Petroleum Engineering Department) - 물리학과 (Physics Department) - 심리학과(Psychology Department) |

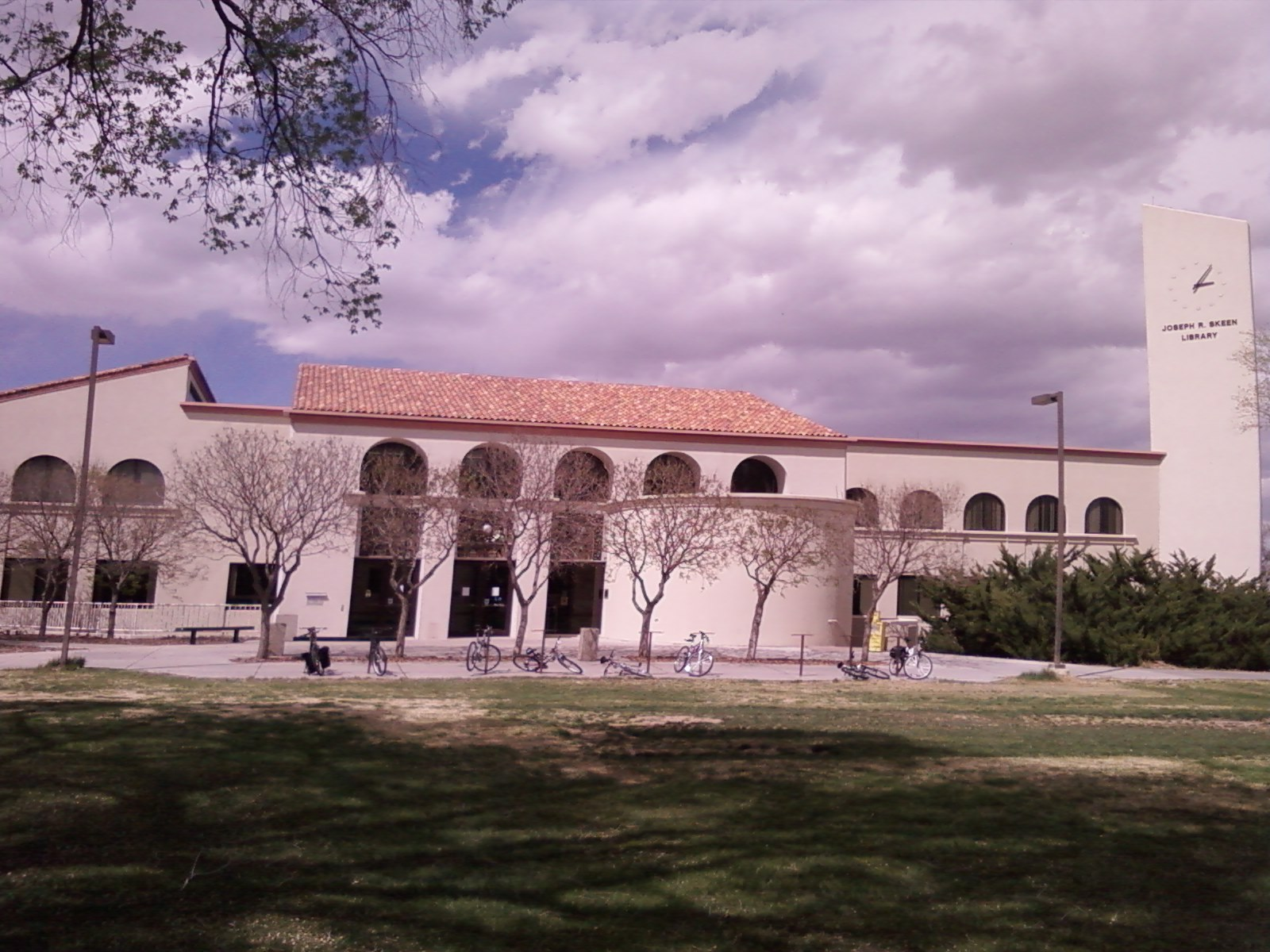
뉴멕시코 광산공과대학 도서관

## 역사
1889년 광산대학이 세워진 당시의 소코로는 인구 4,500명의 도시로 뉴멕시코에서는 큰 도시에 속했다. 인근 광산에서 채굴되는 은과 납으로 인하여 광산업이 활발해졌고 광산업에 관련되는 기술교육의 필요성이 생겼으며 이로 인해서 광산대학이 세워졌다. 1893년 9월 5일 개강했는데 그때 학교 건물은 하나였고 교수는 2명, 학생 7명이 전부였다. 1927년 뉴멕시코의 지하자원을 관리하는 주정부 기관(New Mexico Bureau of Geology and Mineral Resources 보관됨 2011-09-28 - 웨이백 머신)이 들어섰다. 1930년 대공황 시기에 학생이 급증하였다. 석유공학과를 도입했고 캠퍼스 내의 건물도 많이 세워졌다. 2차대전이 끝나자 재학생 수는 200명 수준으로 늘어났다. 무기시험 기술연구가 활발하게 되었고 우레현상을 연구하는 기상연구소(Langmuir Laboratory)를 산 위에 신축했다. 1951년 학교 이름을 지금의 이름으로 바꾸었다. 수문학 프로그램(Hydrology program)을 도입해서 세계적인 수준으로 끌어 올렸다. 대학원 프로그램도 신설했다. 1956년 첫 Ph.D.를 배출했다. 1965년 컴퓨터학과를 신설해서 미국 내에서 이 분야의 선두에 선 학과가 되었다. 천체물리학과가 기상학과에 합류했고 1970년 후반기에 세워진 VLA안테나 시설로 말미암아 우수한 천문학자가 교수진으로 유입되었다. 1970년에서 1980년으로 넘어서면서 학생수는 1,500명선으로 올라갔다. 많은 학과가 1990년에서 2000년대에 이르는 사이 신설되었다. 지뢰, 폭약, 폭발 시험 같은 첨단 연구 분야에 있어서 세계적으로 인정받는 위치에 오르게 되었다. 히스패닉문화 역사 등을 포함하는 인문계 학과도 도입했다.

## 순위
- 뉴스위크에서 조사한 2010년 25개의 작은 우수대학 선정에서 19위.[1]
- 프린스톤 리뷰에서 2010년 선정한 "아메리카의 최고가치의 대학(Best Value Colleges)"에서 12위.[5]

## 한국인 교수
전직/현직교수
- 김인국 교수 (컴퓨터 공학과; Visiting Professor,(현)단국대학 교수)
- 신동완 교수 (컴퓨터 공학과)
- 임석빈 교수 (기계 공학과)
- 류동현 교수 (기계 공학과)
- 이국태 교수 (기계 공학과)
- 이영민 교수 (화학 공학과)

## 관련사진

푸에블로
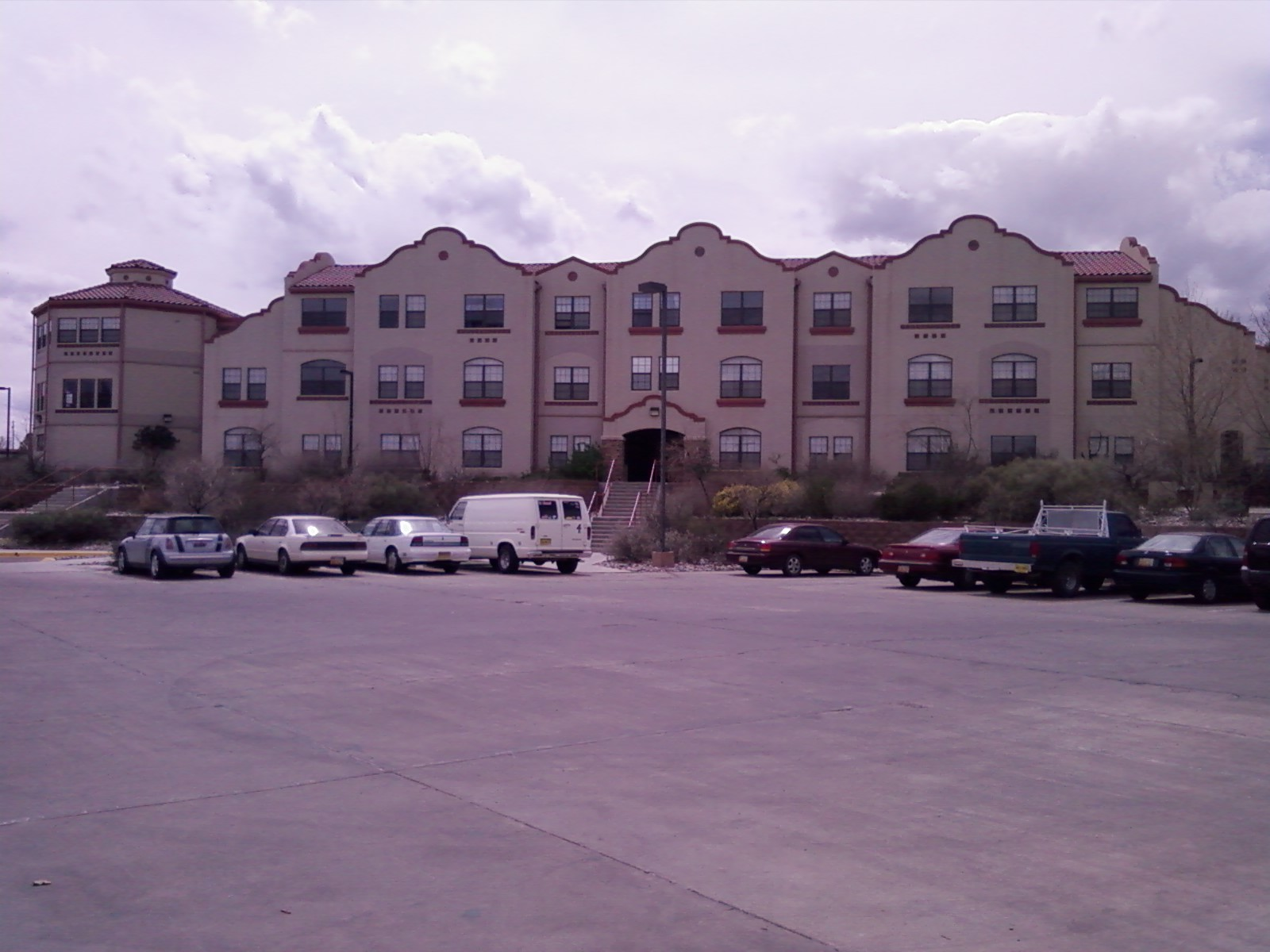
뉴멕시코택의 학생 아파트
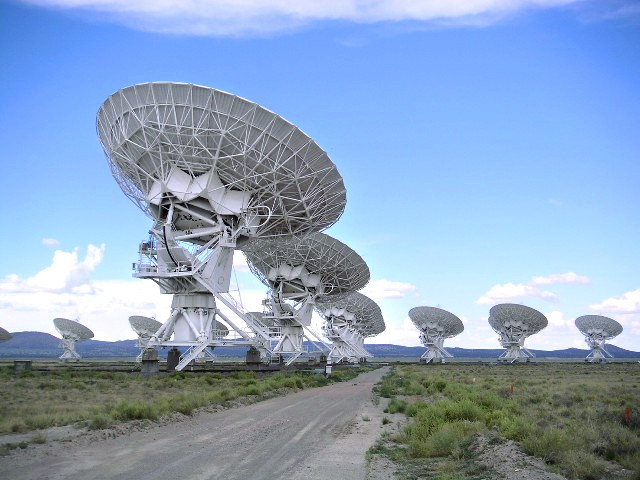
VLA(Very Large Array)안테나 Operation Center는 대학 캠퍼스에 있다.
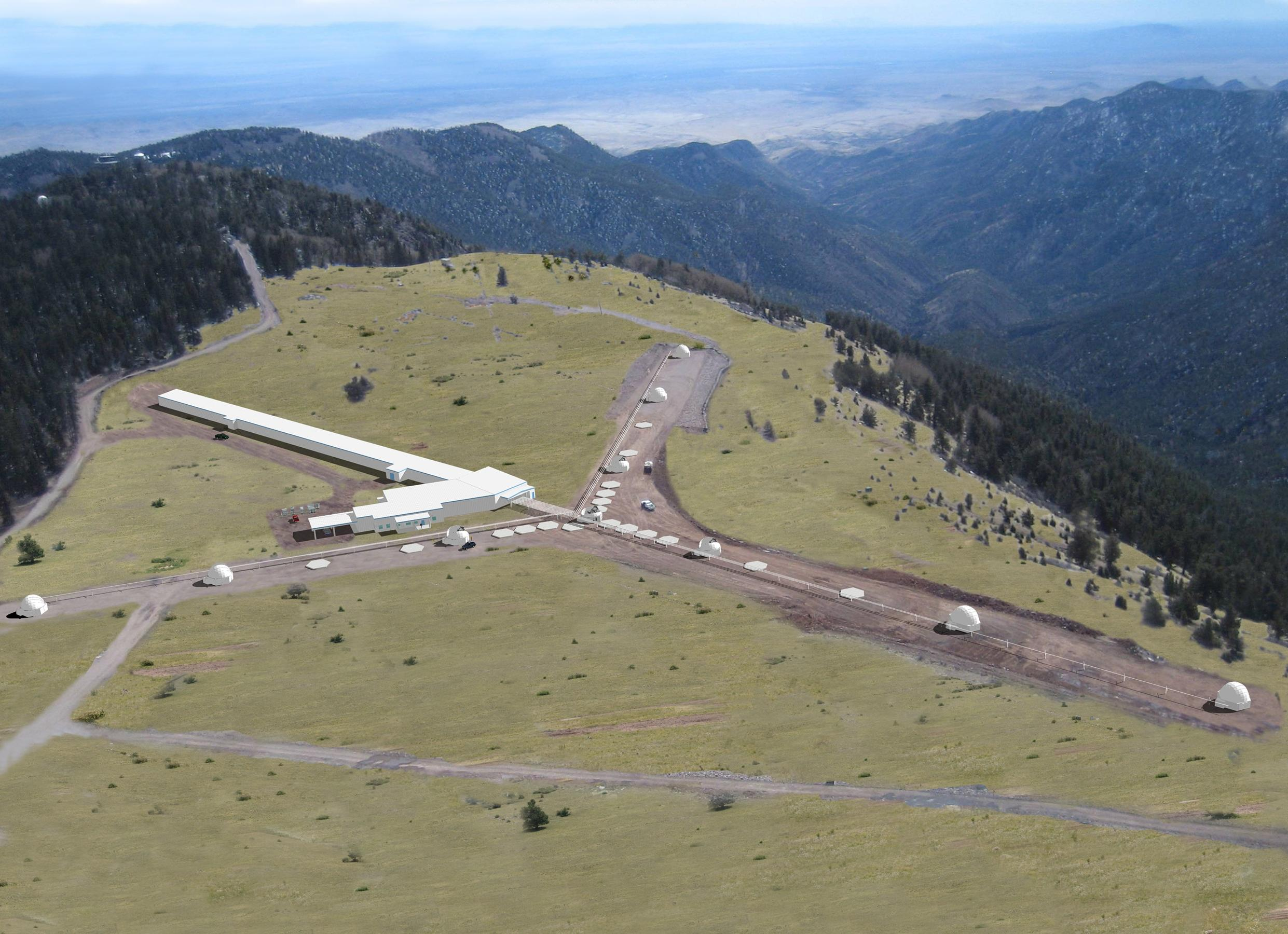
관측소(Magdalena Ridge Observatory)